# Nuoto ai Giochi della XX Olimpiade
Le gare di nuoto ai Giochi della XX Olimpiade vennero disputate nei giorni dal 28 agosto al 4 settembre alla Olympia Schwimmhalle di Monaco di Baviera.
Come a Città del Messico 1968 si disputarono 15 gare maschili e 14 gare femminili.

## Podi

### Uomini
| Evento                           | Oro                                                           | Perform. | Argento                                                                         | Perform. | Bronzo                                                                          | Perform. |
| Stile libero                     |                                                               |          |                                                                                 |          |                                                                                 |          |
| 100 metri (dettagli)             | Mark Spitz                                                    | 51"22    | Jerry Heidenreich                                                               | 51"65    | Vladimir Bure                                                                   | 51"77    |
| 200 metri (dettagli)             | Mark Spitz                                                    | 1'52"78  | Steve Genter                                                                    | 1'53"73  | Werner Lampe                                                                    | 1'53"99  |
| 400 metri (dettagli)             | Brad Cooper                                                   | 4'00"27  | Steve Genter                                                                    | 4'01"94  | Tom McBreen                                                                     | 4'02"64  |
| 1500 metri (dettagli)            | Mike Burton                                                   | 15'52"58 | Graham Windeatt                                                                 | 15'58"48 | Douglas Northway                                                                | 16'09"25 |
| Staffetta 4x100 metri (dettagli) | Stati Uniti John Kinsella Fred Tyler Steve Genter Mark Spitz  | 3'26"42  | Unione Sovietica Igor' Grivennikov Viktor Mazanov Georgij Kulikov Vladimir Bure | 3'29"72  | Germania Est Wilfried Hartung Peter Bruch Udo Poser Lutz Unger                  | 3'32"42  |
| Staffetta 4x200 metri (dettagli) | Stati Uniti John Kinsella Fred Tyler Steve Genter Mark Spitz  | 7'35"78  | Germania Ovest Klaus Steinbach Werner Lampe Hans Vosseler Hans Fassnacht        | 7'41"69  | Unione Sovietica Igor' Grivennikov Viktor Mazanov Georgij Kulikov Vladimir Bure | 7'45"76  |
| Dorso                            |                                                               |          |                                                                                 |          |                                                                                 |          |
| 100 metri (dettagli)             | Roland Matthes                                                | 56"58    | Mike Stamm                                                                      | 57"70    | John Murphy                                                                     | 58"35    |
| 200 metri (dettagli)             | Roland Matthes                                                | 2'02"82  | Mike Stamm                                                                      | 2'04"09  | Mitchell Ivey                                                                   | 2'04"33  |
| Rana                             |                                                               |          |                                                                                 |          |                                                                                 |          |
| 100 metri (dettagli)             | Nobutaka Taguchi                                              | 1'04"94  | Tom Bruce                                                                       | 1'05"43  | John Hencken                                                                    | 1'05"61  |
| 200 metri (dettagli)             | John Hencken                                                  | 2'21"55  | David Wilkie                                                                    | 2'23"67  | Nobutaka Taguchi                                                                | 2'23"88  |
| Farfalla                         |                                                               |          |                                                                                 |          |                                                                                 |          |
| 100 metri (dettagli)             | Mark Spitz                                                    | 54"27    | Bruce Robertson                                                                 | 55"56    | Jerry Heidenreich                                                               | 55"74    |
| 200 metri (dettagli)             | Mark Spitz                                                    | 2'00"70  | Gary Hall                                                                       | 2'02"86  | Robin Backhaus                                                                  | 2'03"23  |
| Misti                            |                                                               |          |                                                                                 |          |                                                                                 |          |
| 200 metri (dettagli)             | Gunnar Larsson                                                | 2'07"17  | Tim McKee                                                                       | 2'08"37  | Steve Furniss                                                                   | 2'08"45  |
| 400 metri (dettagli)             | Gunnar Larsson                                                | 4'31"98  | Tim McKee                                                                       | 4'31"98  | András Hargitay                                                                 | 4'32"70  |
| Staffetta 4x100 metri (dettagli) | Stati Uniti Mike Stamm Tom Bruce Mark Spitz Jerry Heidenreich | 3'48"16  | Germania Est Roland Matthes Klaus Katzur Hartmut Flöckner Lutz Unger            | 3'52"12  | Canada Erik Fish William Mahony Bruce Robertson Bob Kasting                     | 3'52"26  |

### Donne
| Evento                           | Oro                                                                      | Perform. | Argento                                                                  | Perform. | Bronzo                                                                    | Perform. |
| Stile libero                     |                                                                          |          |                                                                          |          |                                                                           |          |
| 100 metri (dettagli)             | Sandra Neilson                                                           | 58"59    | Shirley Babashoff                                                        | 59"02    | Shane Gould                                                               | 59"06    |
| 200 metri (dettagli)             | Shane Gould                                                              | 2'03"56  | Shirley Babashoff                                                        | 2'04"33  | Keena Rothhammer                                                          | 2'04"92  |
| 400 metri (dettagli)             | Shane Gould                                                              | 4'19"04  | Novella Calligaris                                                       | 4'22"44  | Gudrun Wegner                                                             | 4'23"11  |
| 800 metri (dettagli)             | Keena Rothhammer                                                         | 8'53"68  | Shane Gould                                                              | 8'56"39  | Novella Calligaris                                                        | 8'57"46  |
| Staffetta 4x100 metri (dettagli) | Stati Uniti Sandra Neilson Jennifer Kemp Jane Barkman Shirley Babashoff  | 3'55"19  | Germania Est Gabriele Wetzko Andrea Eife Elke Sehmisch Kornelia Ender    | 3'55"55  | Germania Ovest Jutta Weber Heidi Reineck Gudrun Beckmann Angela Steinbach | 3'57"93  |
| Dorso                            |                                                                          |          |                                                                          |          |                                                                           |          |
| 100 metri (dettagli)             | Melissa Belote                                                           | 1'05"78  | Andrea Gyarmati                                                          | 1'06"26  | Susie Atwood                                                              | 1'06"34  |
| 200 metri (dettagli)             | Melissa Belote                                                           | 2'19"19  | Susie Atwood                                                             | 2'20"38  | Donna Gurr                                                                | 2'23"22  |
| Rana                             |                                                                          |          |                                                                          |          |                                                                           |          |
| 100 metri (dettagli)             | Catherine Carr                                                           | 1'13"58  | Galina Prozumenščikova                                                   | 1'14"99  | Beverley Whitfield                                                        | 1'15"73  |
| 200 metri (dettagli)             | Beverley Whitfield                                                       | 2'41"71  | Dana Schoenfield                                                         | 2'42"05  | Galina Prozumenščikova                                                    | 2'42"36  |
| Farfalla                         |                                                                          |          |                                                                          |          |                                                                           |          |
| 100 metri (dettagli)             | Mayumi Aoki                                                              | 1'03"34  | Roswitha Beier                                                           | 1'03"61  | Andrea Gyarmati                                                           | 1'03"73  |
| 200 metri (dettagli)             | Karen Moe                                                                | 2'15"57  | Lynn Colella                                                             | 2'16"34  | Ellie Daniel                                                              | 2'16"74  |
| Misti                            |                                                                          |          |                                                                          |          |                                                                           |          |
| 200 metri (dettagli)             | Shane Gould                                                              | 2'23"07  | Kornelia Ender                                                           | 2'23"59  | Lynn Vidali                                                               | 2'24"06  |
| 400 metri (dettagli)             | Gail Neall                                                               | 5'02"97  | Leslie Cliff                                                             | 5'03"57  | Novella Calligaris                                                        | 5'03"99  |
| Staffetta 4x100 metri (dettagli) | Stati Uniti Melissa Belote Catherine Carr Deena Deardurff Sandra Neilson | 4'20"75  | Germania Est Christine Herbst Renate Vogel Roswitha Beier Kornelia Ender | 4'24"91  | Germania Ovest Silke Pielen Vreni Eberle Gudrun Beckmann Heidi Reineck    | 4'26"46  |

## Medagliere
| Posizione | Paese            |    |    |    | Totale |
| --------- | ---------------- | -- | -- | -- | ------ |
| 1         | Stati Uniti      | 17 | 14 | 12 | 43     |
| 2         | Australia        | 6  | 2  | 2  | 10     |
| 3         | Germania Est     | 2  | 5  | 2  | 9      |
| 4         | Giappone         | 2  | 0  | 1  | 3      |
| 5         | Svezia           | 2  | 0  | 0  | 2      |
| 6         | Unione Sovietica | 0  | 2  | 3  | 5      |
| 7         | Canada           | 0  | 2  | 2  | 4      |
| 8         | Germania Ovest   | 0  | 1  | 3  | 4      |
| 9         | Ungheria         | 0  | 1  | 2  | 3      |
| 9         | Italia           | 0  | 1  | 2  | 3      |
| 11        | Gran Bretagna    | 0  | 1  | 0  | 1      |
| Totale    | Totale           | 29 | 29 | 29 | 87     |